# Popillia angulicollis
Popillia angulicollis är en skalbaggsart som beskrevs av Leon Fairmaire 1893. Popillia angulicollis ingår i släktet Popillia och familjen Rutelidae. Inga underarter finns listade i Catalogue of Life.